# James Benjamin Lampert

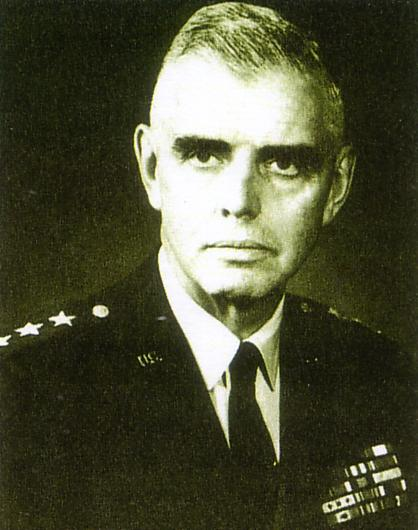
James Benjamin Lampert (1972)

James Benjamin Lampert (* 16. April 1914 in Washington, D.C.; † 10. Juli 1978 in  Bethesda, Maryland) war ein Generalleutnant der United States Army. Er war unter anderem als Superintendent Leiter der Militärakademie West Point.
James Lampert war der Sohn eines im Januar 1919 als Angehöriger der American Expeditionary Forces verstorbenen Oberstleutnants der US Army. Nach dem Tod des Vaters zog die Familie nach Wisconsin, wo er die öffentlichen Schulen besuchte. Zwischen 1932 und 1936 absolvierte er die Militärakademie in West Point. Nach seinem Abschluss an der Akademie wurde Lampert als Leutnant zunächst der Artillerie zugewiesen. Allerdings wechselte er innerhalb des folgenden Jahres zum Army Corps of Engineers. In der Armee durchlief er anschließend alle Offiziersränge vom Leutnant bis zum Drei-Sterne-General. Er erhielt eine fachorientierte Ausbildung am Massachusetts Institute of Technology, die er 1939 abschloss. Ein Jahr später erhielt er auch einen Abschluss an der Army Engineer School.
Während des Zweiten Weltkriegs war Lampert bei den Pionieren (Engineers) in Südostasien eingesetzt. Auf den Fidschi-Inseln und den Salomonen kommandierte er ein Fliegerbataillon der Engineers. Auf den Philippinen war er als Kommandeur der Pioniereinheiten des XIV. Korps an der Rückeroberung von Luzon beteiligt. Diese Operation führte zu Befreiung der Hauptstadt Manila. Dann war er für einige Zeit auf den Philippinen und in Japan stationiert.
Anschließend gehörte Lampert bis 1949 als Executive Officer dem Stab von General Leslie R. Groves an, der das Manhattan-Projekt leitete. In den Jahren 1949 bis 1952 war er in Charleston in South Carolina und in Tulsa in Oklahoma Leiter der dortigen Einheiten des Corps of Engineers. Ab dem Jahr 1952 leitete er das nukleare Energie-Programm. Dort gehörte es unter anderem zu seinen Aufgaben, den Nutzen von zivilen Atomkraftwerken für militärische Zwecke zu erkunden. In diesem Zusammenhang wurde dann in Fort Belvoir (Virginia) ein Atomkraftwerk zur ausschließlichen militärischen Verwendung erbaut. Im Jahr 1958 absolvierte er das National War College. In der Folge nahm Lampert auch am Vietnamkrieg teil, wo er in Saigon dem amerikanischen Beraterteam für Südvietnam angehörte. Zwischen 1961 und 1963 war er Leiter der Abteilung für militärische Bauprojekte des Corps of Engineers in deren Hauptquartier im Pentagon.
Zwischen 1963 und 1966 war Lampert als Nachfolger von William Westmoreland 46. Leiter der Militärakademie in West Point. In diese Zeit fiel die von US-Präsident Lyndon B. Johnson angeordnete Erhöhung der Zahl der zugelassenen Kadetten pro Jahrgang von 2529 auf 4417. Nach seinem Ausscheiden aus dem Amt des Superintendenten der Militärakademie diente Lampert in den Jahren 1966 bis 1968 im Stab des Verteidigungsministers Robert McNamara als Deputy Assistant Secretary of Defense. Sein letztes Kommando hatte Generalleutnant James Lampert in den Jahren 1969 bis 1972 als Kommandeur der amerikanischen Truppen auf den Ryūkyū-Inseln, wo er auf Ferdinand Thomas Unger folgte. Anschließend ging er in den Ruhestand.
Der seit 1937 mit Margery Frances Mitchell verheiratete Generalleutnant starb am 10. Juli 1978 im Walter-Reed-Militärkrankenhaus in Bethesda.

## Orden und Auszeichnungen
Generalleutnant James Lampert erhielt im Lauf seiner militärischen Laufbahn unter anderem folgende Auszeichnungen:
- Army Distinguished Service Medal  (3-Mal)
- Silver Star
- Legion of Merit
- Bronze Star Medal